# 2683 Brian
2683 Brian је астероид главног астероидног појаса са средњом удаљеношћу од Сунца која износи 2,914 астрономских јединица (АЈ).
Апсолутна магнитуда астероида је 11,8.